# تراموا سن-اتین
تراموا سن-اتین (فرانسوی: Tramway de Saint-Étienne‎) سیستم تراموا در شهر سن-اتین، فرانسه است.
این تراموا که در سال ۱۸۸۱ تأسیس شده دارای ۲ خط، ۳۷ ایستگاه و ۱۱.۷ کیلومتر طول می‌باشد.

## نگارخانه

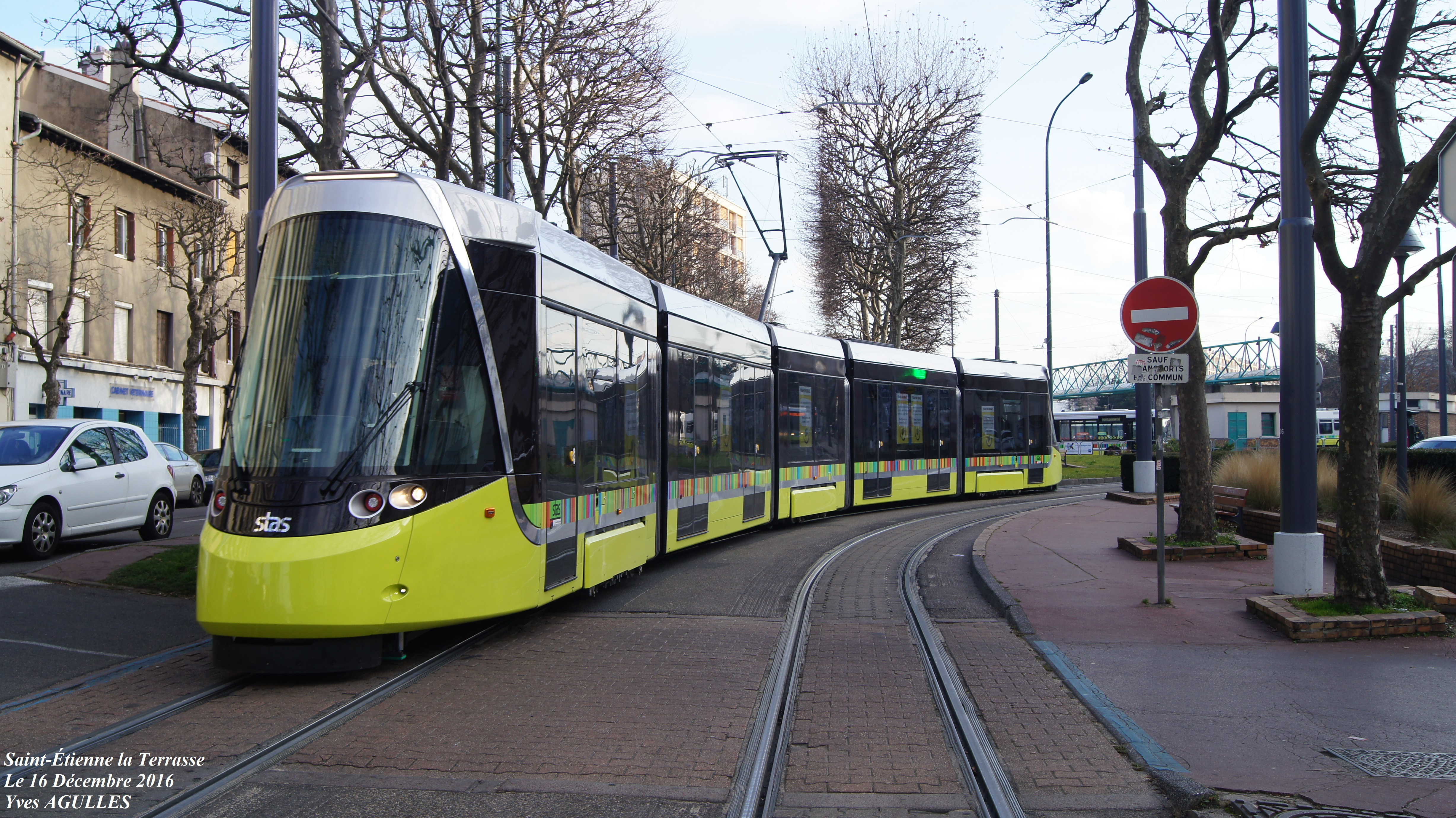
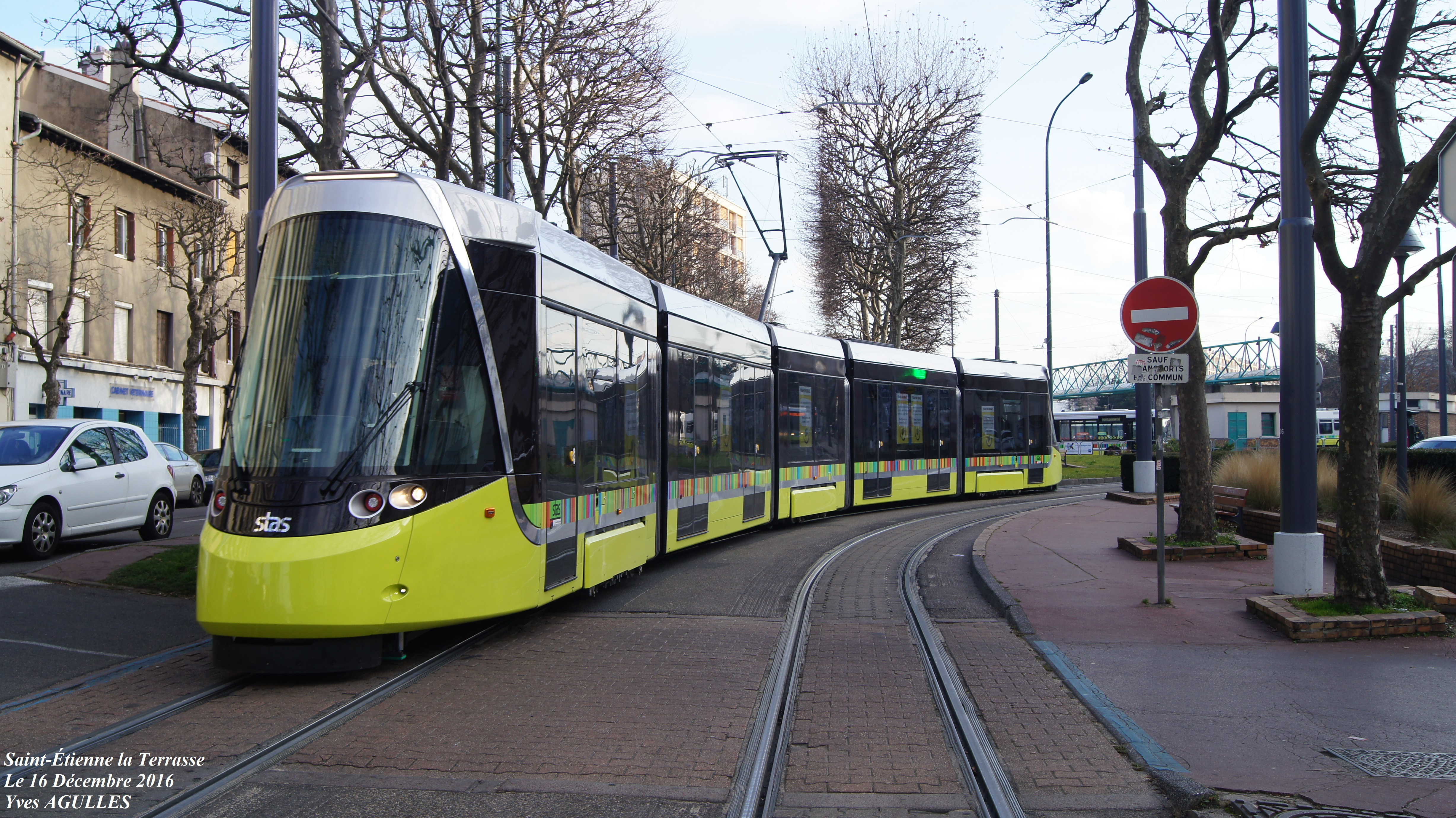
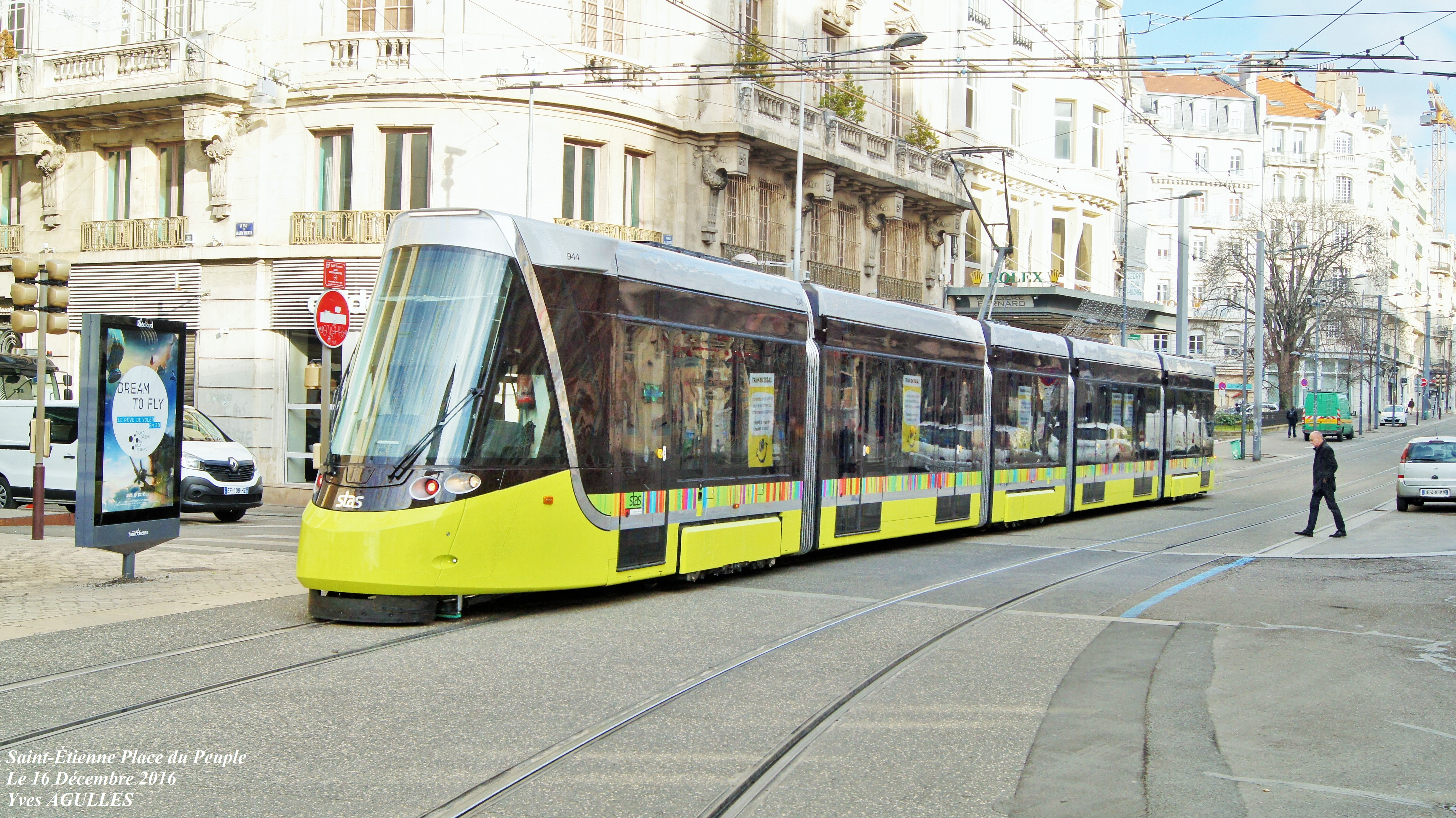
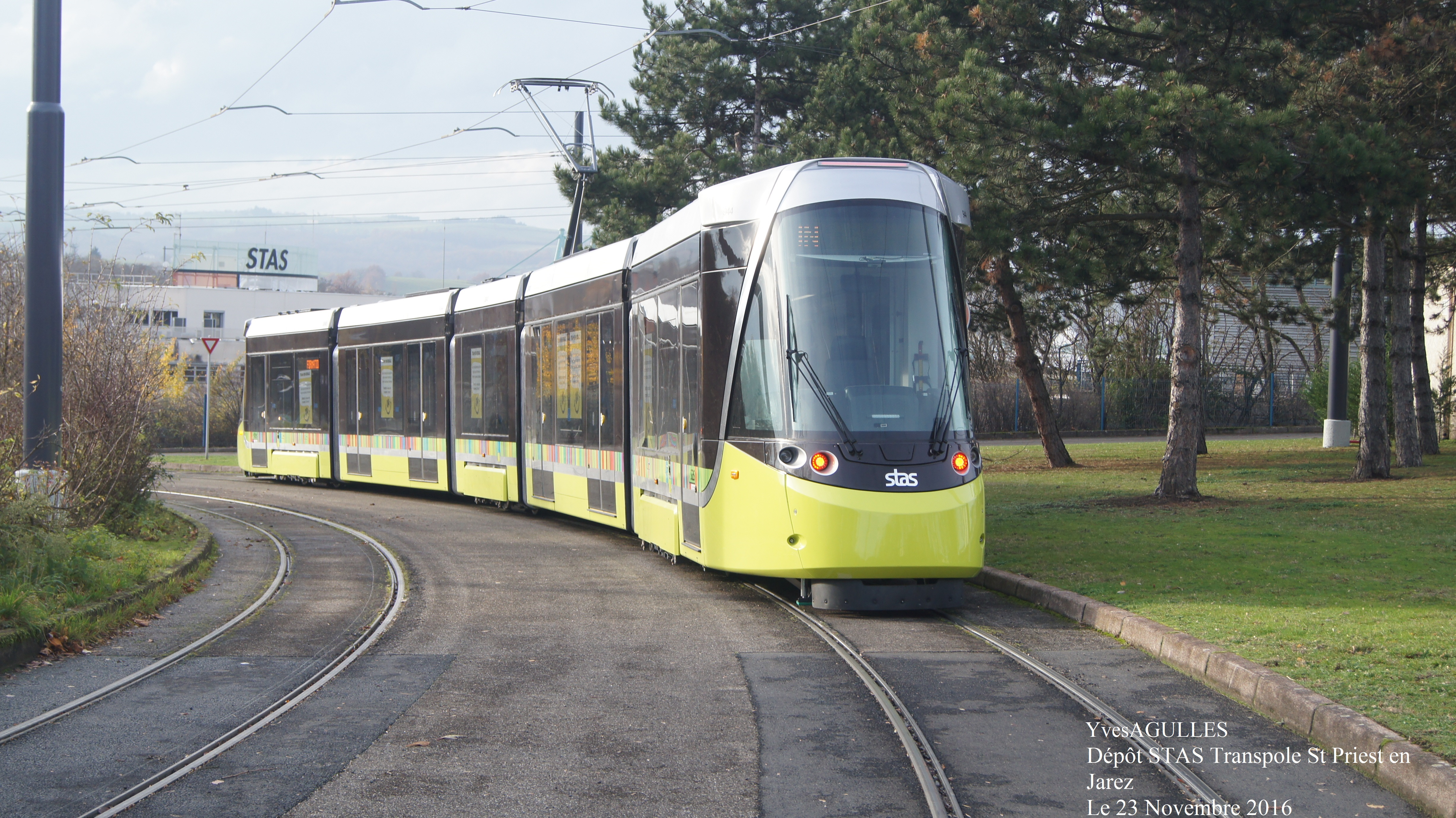
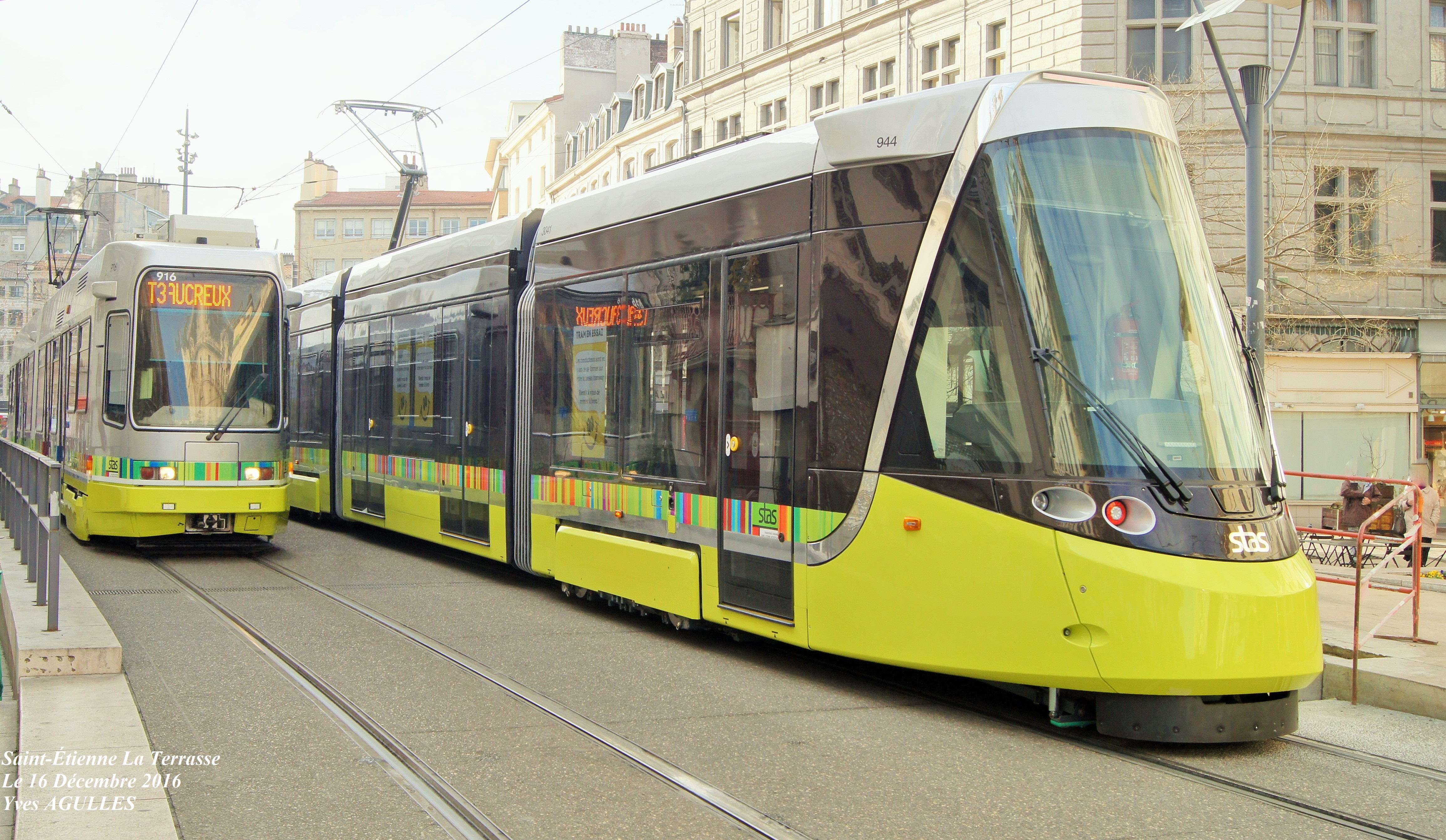